# 大洋水深総図
大洋水深総図（たいようすいしんそうず GEBCO,General Bathymetric Chart of the Oceans）は、国際水路機関(IHO,International Hydrographic Organization)と国際連合教育科学文化機関・政府間海洋学委員会(UNESCO-IOC,Intergovernmental Oceanographic Commission)との共同プロジェクトであり、全世界の海底地形図の作成と海底地形名称の標準化を行っている。
モナコ大公アルベール1世の提唱により、1903年に1万8千点の水深データを用いて、海底地形図の初版が作成された。第2版は1912年から1930年にかけて出版され、第3版はIHOの手により、1932年から制作が開始されるも、部分的な出版に留まった。第4版も完成に至らず、IHOとIOCの共同プロジェクトとなった第5版は1972年から制作が開始され、1984年に完成した。
第6版は制作検討のみで中止され、電子データによる提供及びアップデートが行われるようになっている。1994年、イギリスがデジタル版を完成させた。Google Earth やArcGIS等の電子地図には、これらのデータが組み込まれている。
最終的に、海底ケーブルなどの構造物も含んだ海洋情報を一元化するものとみられる。
組織としては、合同指導委員会の下に海洋図作製小委員会(TSCOM)、海底地形名小委員会(SCUFN)、地域海洋図作製小委員会(SCRUM)が置かれている。